# باد كوتستينغ
باد كوتزتينغ (بالألمانية: Bad Kötzting) هي بلدة ألمانية تقع في ألمانيا في Cham (district).[بحاجة لمصدر]

## المدن التوأمة
مدن ألتيا، Bellagio، بوندوران، Granville، هولستيبرو، هوفاليز، ميرسن، Niederanven، بروزة، Sesimbra Municipality، Sherborne، كاركيلا، Oxelösund، يودنبورغ، خوينا، كوسيغ، سيغولدا، سوشيتسا، Türi، زفولن، بريناي، مارساسكالا، سيريت، Agros، شكوفجا لوكا و تريافنا هي مدن توأمة لـباد كوتزتينغ.

## معرض صور

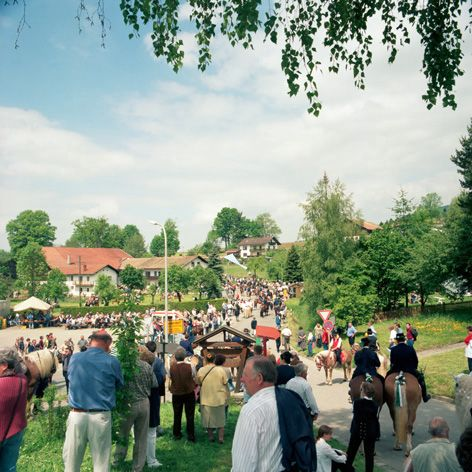
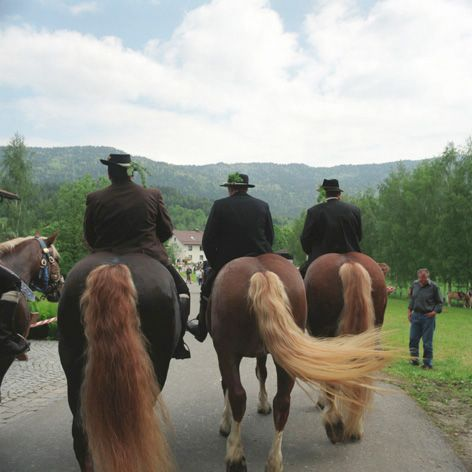
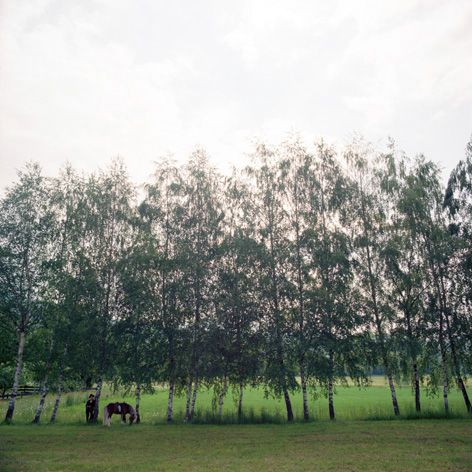
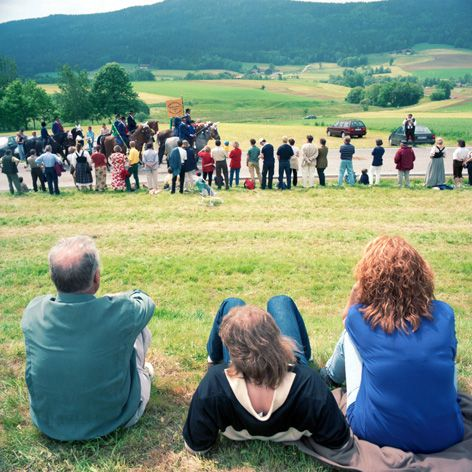

## أعلام
- هيلموت برونر
- روث توما